# اوزویل
شهر اوزویل  در بخش ویل در کانتون سنت گالن در کشور سوئیس واقع شده‌است که ۱۲٬۰۰۰ نفر جمعیت دارد.